# Condado de Oropesa
El condado de Oropesa es un título nobiliario español de carácter hereditario que fue concedido por la reina Isabel I de Castilla el 30 de agosto de 1477 a favor de Fernando Álvarez de Toledo y Zúñiga, V señor de Oropesa e hijo de Fernando Álvarez de Toledo y Herrera, IV señor de Oropesa y de Leonor de Zúñiga, por la ayuda que le prestó en la guerra contra el rey Alfonso V de Portugal. 
El 1 de agosto de 1690, el rey Carlos II de España le otorgó la Grandeza de España a Manuel Joaquín Álvarez de Toledo Portugal, VIII conde de Oropesa.
El título es uno de los vinculados a la casa de Álvarez de Toledo, que se fortaleció en la Baja Edad Media con las Guerras civiles castellanas hasta convertirse en una de las más poderosas de la alta nobleza. A lo largo de la historia la casa de Toledo se fue dividiendo en varias ramas familiares y solo una de ellas ostentó el título de conde de Oropesa, siendo diferente a la que formó el linaje de la casa de Alba, aunque tras quedarse sin descendencia en el siglo XVIII, el título quedó integrado a esta, al compartir parentesco. Posteriormente pasó al Ducado de Frías y en la actualidad forma parte de las dignidades que ostenta la casa de Osuna.
Su denominación hace referencia a la villa de Oropesa, en la provincia de Toledo.

## Señores de Oropesa
|                                  | Titular                              | Periodo                          |
| Creación por Pedro I de Castilla | Creación por Pedro I de Castilla     | Creación por Pedro I de Castilla |
| -------------------------------- | ------------------------------------ | -------------------------------- |
| I                                | García Álvarez de Toledo             | 1366-1370                        |
| II                               | Fernán Álvarez de Toledo y Loaysa    | 1370-1398                        |
| III                              | García Álvarez de Toledo y Ayala     | 1398-1444                        |
| IV                               | Fernando Álvarez de Toledo y Herrera | 1444-1462                        |
| V                                | Fernando Álvarez de Toledo y Zúñiga  | 1462-1475                        |

## Historia de los señores de Oropesa
En 1350 falleció el rey Alfonso XI de Castilla y la villa de Oropesa fue tomada por el rey Pedro I de Castilla. Se produjo una guerra civil contra su hermanastro Enrique II de Castilla a consecuencia de la cual el rey entregó el señorío a García Álvarez de Toledo,  maestre de la Orden de Santiago, debido a que éste fue uno de sus más firmes adeptos.

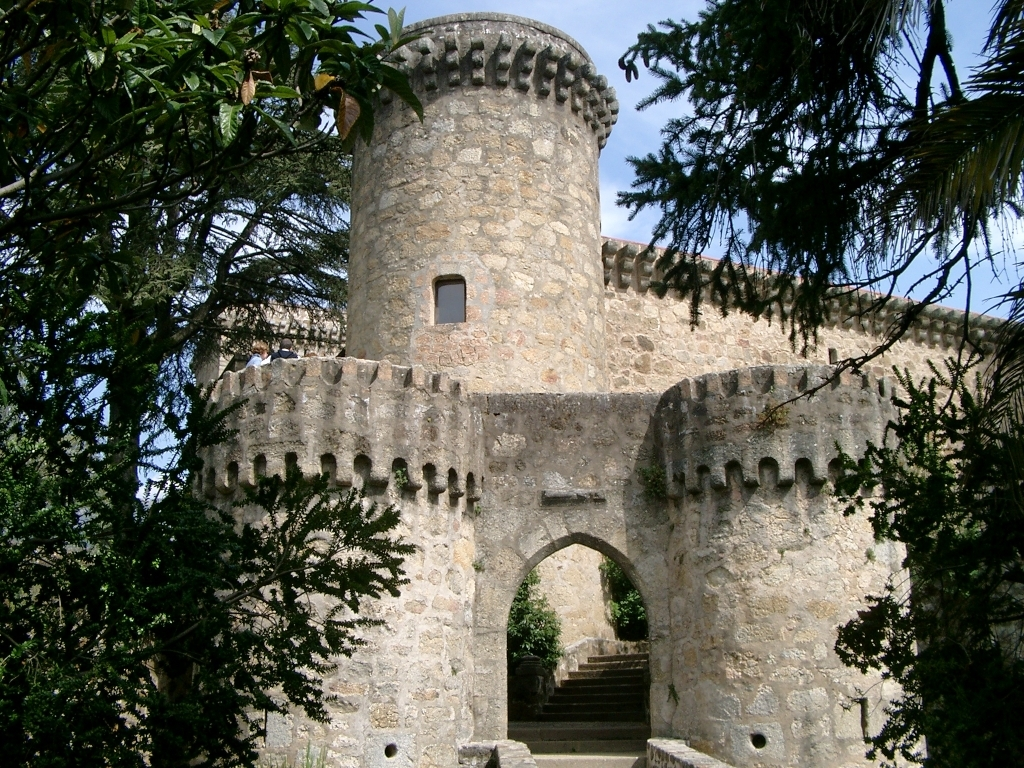
El castillo de Oropesa, en Jarandilla de la Vera.

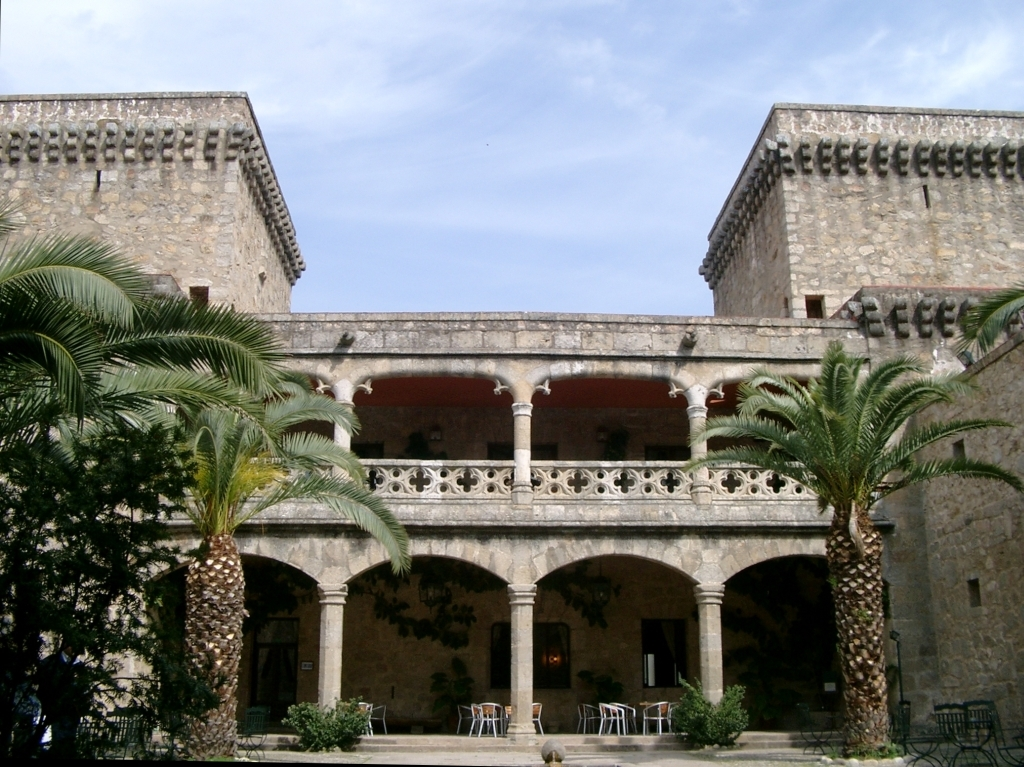
El castillo de Oropesa.

El 11 de mayo de 1366, García Álvarez de Toledo renunció al maestrazgo de Santiago en favor de Gonzalo Mexía, fiel seguidor del rey Enrique II, recibiendo a cambio el señorío de Valdecorneja y el señorío de Oropesa, que, con cinco villas y siete aldeas formó la llamada Campana de Oropesa. La importancia de los señoríos de Valdecorneja y Oropesa radicadaba en la ubicación geográfica de Tornavacas como paso natural y estratégico de la ganadería de transhumancia desde León hacia Extremadura para la feria ganadera de Talavera.
Fernán Alvárez de Toledo y Loaysa, II señor de Oropesa, hijo natural legitimado del anterior y de Catalina de Loaysa. Casó con Elvira Ayala de Guzmán, primera titular del señorío de Cebolla. Le sucedió su hijo:
García Álvarez de Toledo y Ayala, III señor de Oropesa, intervino en las luchas entre los partidarios de Isabel I de Castilla y su sobrina la princesa Juana, conocida como Juana la Beltraneja, tomando partido por esta última. Casó con Juana Herrera.
Su hijo, Fernando Álvarez de Toledo y Herrera, IV señor de Oropesa, cambió de partido y ayudó a Isabel a combatir a la nobleza que apoyaba a Juana.  
1. Casó con Mayora Álvarez de Toledo y Carrillo o María Carrillo de Toledo, hija de Fernando Álvarez de Toledo y Sarmiento, I conde de Alba de Tormes.
2. Casó con Leonor de Zúñiga y Jacob, hacia 1549, hija de Álvaro de Zúñiga y Guzmán, II conde y I duque de Plasencia, I duque de Béjar y de Arévalo. Le sucedió, de su segundo matrimonio, su hijo:

Fernando Álvarez de Toledo y Zúñiga, V señor de Oropesa, quien el 30 de agosto de 1475 recibió de la reina Isabel de Castilla la distinción de I conde de Oropesa en premio a su fidelidad.

## Condes de Oropesa
|                                   | Titular                                                            | Periodo                           |
| Creación por Isabel I de Castilla | Creación por Isabel I de Castilla                                  | Creación por Isabel I de Castilla |
| --------------------------------- | ------------------------------------------------------------------ | --------------------------------- |
| I                                 | Fernando Álvarez de Toledo y Zúñiga                                | 1475-                             |
| II                                | Francisco Álvarez de Toledo y Pacheco                              | 1485-1542                         |
| III                               | Fernando Álvarez de Toledo y Figueroa                              | 1542-1572                         |
| IV                                | Juan Álvarez de Toledo y de Monroy                                 | 1572-1619                         |
| V                                 | Fernando Álvarez de Toledo Portugal                                | 1619-1621                         |
| VI                                | Juan Álvarez de Toledo Portugal                                    | 1621-1621                         |
| VII                               | Duarte Fernando Álvarez de Toledo Portugal                         | 1621-1671                         |
| VIII                              | Manuel Joaquín Álvarez de Toledo Portugal                          | 1671-1707                         |
| IX                                | Vicente Pedro Álvarez de Toledo Portugal                           | 1707-1728                         |
| X                                 | Pedro Vicente Álvarez de Toledo Portugal                           | 1728-1728                         |
| XI                                | Ana María Álvarez de Toledo Portugal                               | 1728-1729                         |
| XII                               | María Ana López Pacheco y Álvarez de Toledo Portugal               | 1729-1768                         |
| XIII                              | Francisco de Paula de Silva y Álvarez de Toledo                    | 1768-1770                         |
| XIV                               | María del Pilar Teresa Cayetana de Silva y Álvarez de Toledo       | 1770-1802                         |
| XV                                | Diego Fernández de Velasco                                         | 1802-1811                         |
| XVI                               | Bernardino Fernández de Velasco Pacheco Téllez-Girón               | 1811-1851                         |
| XVII                              | José María Bernardino Silverio Fernández de Velasco y Jaspe        | 1851-1888                         |
| XVIII                             | Guillermo María Fernández de Velasco y Balfe Jaspe                 | 1888-1937                         |
| XIX                               | José María de la Concepción Fernández de Velasco y Sforza-Cesarini | 1937-1986                         |
| XX                                | Ángela María Téllez-Girón y Duque de Estrada                       | 1994-2015                         |
| XXI                               | Ángela María de Solís-Beaumont y Tellez-Girón                      | 2017-actual titular               |

## Historia de los condes de Oropesa
- Fernando Álvarez de Toledo y Zúñiga,  I conde de Oropesa desde 1475, fundador del convento de la Madre de Dios para destinarlo a panteón familiar.

1. Casó con María de Mendoza, hija de Lorenzo Suárez de Mendoza, I conde de Coruña.
2. Casó con María Pacheco, hija de Juan Pacheco, I duque de Escalona, I marqués de Villena. Fueron padres de doce hijos.  Sucedió su segundo hijo varón vivo, nacido en 1485:

- Francisco Álvarez de Toledo y Pacheco, II conde de Oropesa. Participó en la Guerra de Comunidades a favor del rey Carlos I.

1. Casó con María de Figueroa y Toledo, su prima segunda, hija de Gómez Suárez de Figueroa, II conde de Feria. Fundó en las adyacencias de la villa de Oropesa, en el paraje el Regajal, el monasterio de San Francisco de los Observantes destinado a panteón de los condes al fallecer su esposa, quien murió al dar a luz a este último hijo en julio de 1515. El matrimonio tuvo cuatro hijos:

1). Fernando Álvarez de Toledo y Figueroa, quien heredó el título condal; 2). María Álvarez de Toledo y Figueroa conocida también como María Suárez de Figueroa, quien casó con don Francisco de Ribera Barroso, señor de Malpica y mariscal de Castilla; 3). Juan de Figueroa y 4). Francisco Álvarez de Toledo, virrey del Perú. Fallecido el II conde, el 25 de octubre de 1542, le sucedió su hijo:
- Fernando Álvarez de Toledo y Figueroa (m. 1572),  III conde de Oropesa, VII señor de Jarandilla y primo hermano del III duque de Alba de Tormes.

1. Casó, en 1535, con Beatriz de Monroy y Ayala, su prima cuarta, II condesa de Deleytosa y señora de Cebolla, Segurilla, Mejorada, Cervera, Almar y Monroy de la familia Zúñiga. El matrimonio tuvo dos varones y cuatro mujeres. 1. Francisco Bautista, muerto en 1562 o 1563; 2. Juliana; 3. Beatriz; 4. Ana, quien casó con el II marqués de Velada y 5. Juana, quien  casó con su primo tercero Francisco Pacheco, IV marqués de Villena y IV duque de Escalona. Le sucedió su segundo hijo varón vivo:

- Juan Álvarez de Toledo y de Monroy (1550-1619), IV conde de Oropesa, III conde de Deleytosa, señor de Cebolla, Mejorada, Segurilla y Cervera, fundador del convento de Nuestra Señora de las Misericordias.

1. Casó, en 1570, con Luisa Pimentel y Enríquez, su prima quinta, hija segunda de Antonio Alonso Pimentel y Herrera de Velasco, III duque de Benavente y IV conde de Benavente, VI conde de Mayorga, I conde de Villalón. El matrimonio tuvo dos hijas. 1. Luisa, quien falleció a los cinco años y 2. Beatriz Álvarez de Toledo y Pimentel, casada con Duarte de Portugal también conocido como Eduardo de Braganza, I marqués de Frechilla y Villarramiel, enlazándose  la nobleza española con la portuguesa para aunar la anexión de Portugal bajo la Casa de Austria como por parte de la Monarquía Católica de los Habsburgo. Los esposos tuvieron tres hijos de los que solo uno los sobrevivió.

Beatriz falleció en 1599 por lo que no heredó la casa de Oropesa. La Casa la heredó el nieto del IV conde Oropesa, hijo de Beatriz Álvarez de Toledo y de Eduardo de Braganza quien, pese a pertenecer a la Casa de Braganza de Portugal, antepuso el apellido materno -Álvarez de Toledo- al paterno -Braganza-:
- Fernando Álvarez de Toledo Portugal apodado el Santo (1597-1621), V conde de Oropesa, II marqués de Frechilla y Villarramiel, I marqués de Jarandilla, IV conde de Deleytosa.

1. Casó con Mencía Pimentel de Zúñiga o Mencía de Mendoza y Pimentel, su prima séptima, hija de Juan Alonso Pimentel Herrera y Enríquez de Velasco, V duque de Benavente, VIII conde de Mayorga, III conde de Villalón. El matrimonio tuvo tres hijos: una mujer y dos varones. La mujer fue María Engracia Álvarez de Toledo Portugal. El V conde de Oropesa falleció joven, en marzo de 1621. Lo sucedió su hijo:

- Juan Álvarez de Toledo Portugal (m. 1621), VI conde de Oropesa, III marqués de Frechilla y Villarramiel, II marqués de Jarandilla, V conde de Deleytosa. Falleció al año de edad, en julio de 1621, siendo conde únicamente por tres meses. Le sucedió su hermano:

- Duarte Fernando Álvarez de Toledo Portugal, nacido el 23 de febrero de 1621, (m. 1671), VII conde de Oropesa, IV marqués de Frechilla y Villarramiel, III marqués de Jarandilla, VI conde de Deleytosa, presidente del Tribunal de Justicia de Valencia y virrey de Navarra, de Valencia y de Cerdeña durante el reinado de Felipe IV de España.

1. Casó, en 1636, con su prima hermana, Ana Mónica de Zúñiga y Fernández de Córdoba o Ana Mónica de Córdoba y Velasco, VI condesa de Alcaudete, II marquesa del Villar de Grajanejos VI marquesa de Viana del Bollo. Le sucedió su hijo:

- Manuel Joaquín Álvarez de Toledo Portugal (1644-1707), VIII conde de Oropesa, IV marqués de Jarandilla, VII conde de Alcaudete, VI conde de Belvís, VII conde de Deleytosa, V marqués de Frechilla y Villarramiel, III marqués del Villar de Grajanejos, valido de Carlos II de España en dos ocasiones (1685-1689 y 1698-1699) quien, el 1 de agosto de 1690, le otorgó la Grandeza de España.

1. Casó, en 1664, con Isabel María Téllez-Girón o Isabel Pacheco Velasco, hermana del III conde de Puebla de Montalbán. Si bien los condes no tuvieron descendencia durante dos décadas, fueron después los padres de cinco hijos en el transcurso de siete años. Su primogénito varón falleció en 1689, a los cuatro años de edad y el título condal fue para su segundo hijo varón:

- Vicente Pedro Álvarez de Toledo Portugal (1687-1728), IX conde de Oropesa, V marqués de Jarandilla, VIII conde de Alcaudete, VII conde de Belvís, VIII conde de Deleytosa, VI marqués de Frechilla y Villarramiel, IV marqués de Villar de Grajanejos. La derrota del archiduque Carlos de Austria en la guerra de sucesión española le obligó a exiliarse en Viena, regresando al firmarse el Tratado de Viena (1725), y le fueron devueltos sus señoríos.

1. Casó con María Catalina de Velasco.
2. Casó  en 1705 con María de la Encarnación Fernández de Córdoba y de la Cerda, hija del marqués de Priego y nieta del duque de Medinaceli. Le sucedió, de su segundo matrimonio, su hijo:

- Pedro Vicente Álvarez de Toledo Portugal (1706-1728), X conde de Oropesa, VI marqués de Jarandilla, VII marqués de Frechilla y Villarramiel, IX conde de Alcaudete, VIII conde de Belvís, IX conde de Deleytosa. Falleció sin descendientes, a los veintidós años, diez días después de hacerlo su padre. Le sucedió su hermana:

- Ana María Álvarez de Toledo Portugal (1707-1729), XI condesa de Oropesa, VII marquesa de Jarandilla, VIII marquesa de Frechilla y Villarramiel, VI marquesa del Villar de Grajanejos, X condesa de Alcaudete, IX condesa de Belvís, X condesa de Deleytosa.

1. Casó en 1726 con Andrés López Pacheco y Osorio de Moscoso (1710-1746), X duque de Escalona, XVI conde de Castañeda, X marqués de Villena, XIV conde de San Esteban de Gormaz, X conde de Xiquena. Le sucedió su hija:

- María Ana López Pacheco y Álvarez de Toledo Portugal (1729-1768), XII condesa de Oropesa, XI condesa de Alcaudete, condesa de Montemayor, X condesa de Belvís, X condesa de Deleytosa, VIII marquesa de Frechilla y Villarramiel, marquesa de Jarandilla, marquesa del Villar de Grajanejos, XI marquesa de Villena, XI duquesa de Escalona, condesa de Xiquena, XIII condesa de San Esteban de Gormaz, XII marquesa de Aguilar de Campoo, XVII condesa de Castañada, VIII marquesa de Elisenda y otros. Heredó la casa de Oropesa a la muerte de su madre, cuando apenas tenía un año, y la casa de Escalona al fallecer su padre.

1. Casó con Juan Pablo López-Pacheco y Moscoso Acuña (1716-1751), su tío paterno carnal, XI duque de Escalona.
2. Casó con Felipe Diego de Toledo y de Silva (m. 1758), segundo hijo de los XI duques del Infantado.
3. Casó con Manuel Pacheco Téllez-Girón y Toledo, primo segundo como bisnietos ambos del VIII conde de Oropesa, Manuel Joaquín Álvarez de Toledo Portugal e hijo del VI duque de Uceda. Sin descendientes de ninguno de sus tres matrimonios. Le sucedió, luego de un largo pleito:

- Francisco de Paula de Silva y Álvarez de Toledo (1733-1770), XIII conde de Oropesa, X duque de Huéscar, conde-duque de Olivares, marqués de Coria, marqués del Carpio, marqués de Elche, marqués de Tarazona, IX marqués de Frechilla y Villarramiel, XII conde de Alcaudete, conde de Lerín, XI conde de Galve, conde de Morente, conde de Fuentes, etc.

1. Casó con Mariana de Bazán Silva y Sarmiento, hija de Pedro Artal de Silva-Meneses y Bazán, IX marqués de Santa Cruz y de María Rosario Sarmiento de Sotomayor, V condesa de Pie de Concha. Le sucedió su hija:

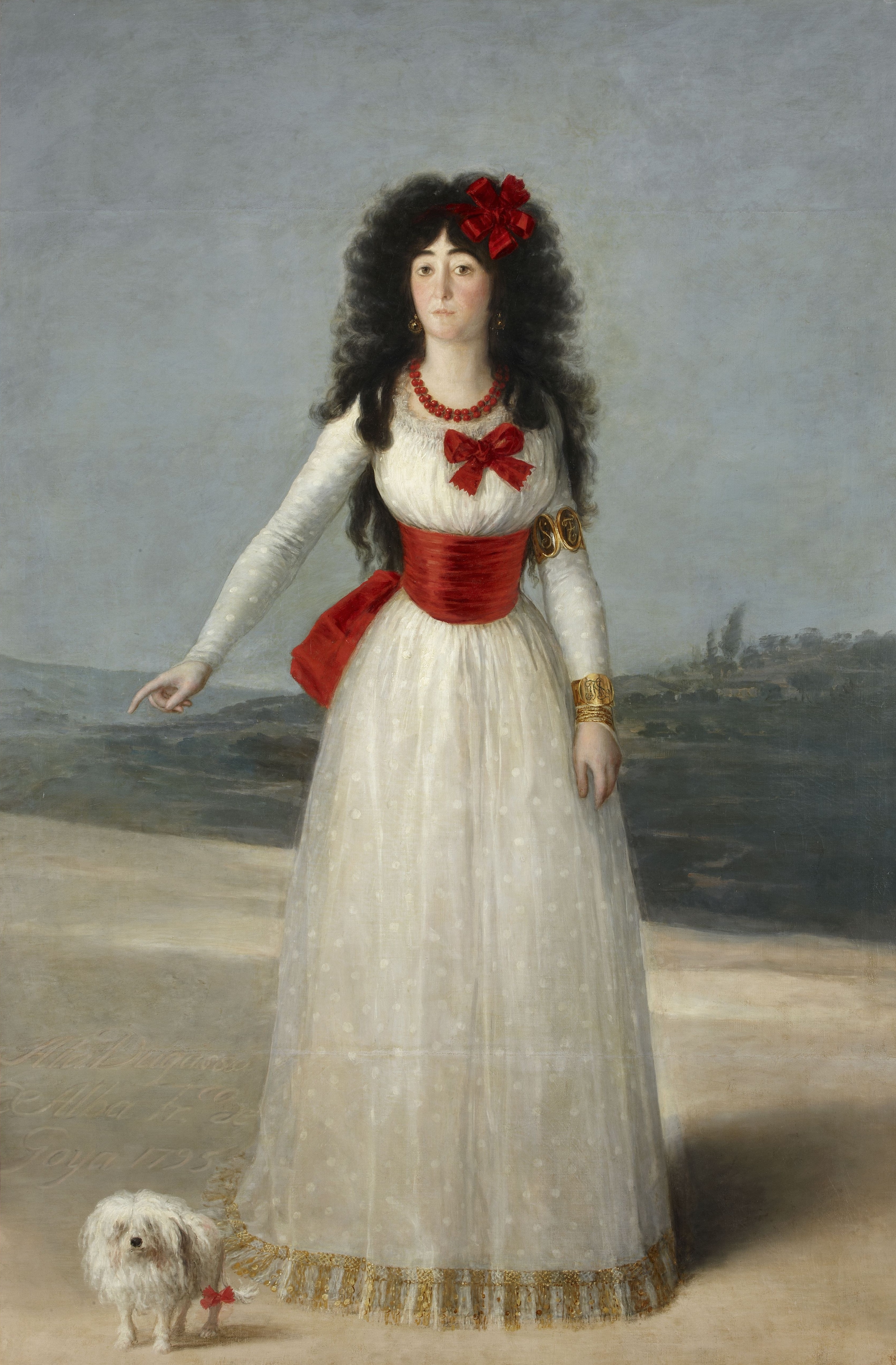
María del Pilar Teresa Cayetana de Silva y Álvarez de Toledo, XIV condesa de Oropesa, XIII duquesa de Alba, IV duquesa de Montoro y otros títulos, pintada por Goya.

- María Teresa de Silva Álvarez de Toledo (1762-1802), XIV condesa de Oropesa, XIII duquesa de Alba de Tormes, VI duquesa de Montoro, VIII condesa-duquesa de Olivares, XV duquesa de Huéscar, XIV duquesa de Galisteo, marquesa del Carpio, XI condesa de Monterrey, condesa de Lerín, XIV condestablesa de Navarra, XIII marquesa de Coria, IX marquesa de Eliche, XII marquesa de Villanueva del Río, VI marquesa de Tarazona, marquesa de Frechilla y Villarramiel, marquesa de Jarandilla, IX marquesa del Villar de Grajanejos, XII condesa de Galve, XIV condesa de Osorno, XI condesa de Ayala, IX condesa de Fuentes de Valdepero, XIII condesa de Alcaudete, condesa de Deleytosa.

1. Casó con José Álvarez de Toledo y Gonzaga, XV duque de Medina Sidonia, XI duque de Montalto, duque de Bivona, duque de Fernandina y otros. Sin descendientes. Le sucedió:

- Diego Fernández de Velasco (1754-1811), XV conde de Oropesa, VIII duque de Uceda, XIII duque de Frías, XIII duque de Escalona, V marqués de Menas Albas, X marqués de Frómista, VIII marqués de Belmonte, VIII marqués de Caracena, XIII marqués de Berlanga, VII marqués de Toral, VI marqués de Cilleruelo, X marqués de Jarandilla, XIII marqués de Villena, VIII conde de Pinto, VII marqués del Fresno, XI marqués de Frechilla y Villarramiel, X marqués del Villar de Grajanejos, XV conde de Haro, XVII conde de Castilnovo, XVIII conde de Alba de Liste, VII conde de la Puebla de Montalbán, X conde de Peñaranda de Bracamonte, XVIII conde de Luna, XVI conde de Fuensalida, IX conde de Colmenar, XIV conde de Alcaudete, XIV conde de Deleytosa, conde de Salazar de Velasco.

1. Casó con Francisca de Paula de Benavides y Fernández de Córdoba, hija de Antonio de Benavides y de la Cueva II duque de Santisteban del Puerto etc. Le sucedió su hijo:

- Bernardino Fernández de Velasco Pacheco y Téllez-Girón (1783-1851), XVI conde de Oropesa, IX duque de Uceda, XIV duque de Frías, XIV duque de Escalona, VI marqués de Menas Albas, IX marqués de Belmonte, XI marqués de Frómista, IX marqués de Caracena, XIV marqués de Berlanga, VIII marqués del Toral, VII marqués de Cilleruelo, XIV marqués de Villena, IX conde de Pinto, VIII marqués del Fresno, XIV marqués de Jarandilla, XII marqués de Frechilla y Villarramiel, XI marqués del Villar de Grajanejos, XVI conde de Haro, XVIII conde de Castilnovo, conde de Salazar de Velasco, XIX conde de Alba de Liste, VIII conde de la Puebla de Montalbán, XI conde de Peñaranda de Bracamonte, conde de Luna, XVII conde de Fuensalida, X conde de Colmenar, XV conde de Alcaudete, XIX conde de Deleytosa, conde de Villaflor.

1. Casó con María Ana Teresa de Silva Bazán y Waldstein, hija de José Joaquín de Silva-Bazán y Sarmiento, IX marqués de Santa Cruz, X marqués del Viso, VII y último marqués de Bayona, VI marqués de Arcicóllar, conde de Montauto, y conde de Pie de Concha. Sin descendientes de este matrimonio.
2. Casó con María de la Piedad Roca de Togores y Valcárcel, hija de Juan Nepomuceno Roca de Togores y Scorcia, I conde de Pinohermoso, XIII barón de Riudoms.
3. Casó (en matrimonio desigual, post festam, legitimando la unión de hecho), con Ana Jaspe y Macías. Le sucedió, de su segundo matrimonio, su hija:

Le sucedió, de su tercer matrimonio, su hijo:
- José María Bernardino Fernández de Velasco Téllez-Girón y Jaspe (1836-1888), XVII conde de Oropesa, XV duque de Frías, XVIII conde de Fuensalida, X marqués de Belmonte, XV marqués de Berlanga, X marqués de Caracena, XIII marqués de Frechilla y Villarramiel, VIII marqués del Fresno, XII marqués de Frómista, XV marqués de Jarandilla, IX marqués de Toral, XII marqués del Villar de Grajanejos, XVII conde de Haro, XVI conde de Alcaudete, XI conde de Colmenar, XVI conde de Deleytosa.

1. Casó con Victoria Balfe y Roser (m. 1871).
2. Casó con María del Carmen Pignatelli, principessa de Pignatelli, hija de Juan Pignatelli y Antentas, XXIII conde de Fuentes. Sin descendientes de este matrimonio. Le sucedió, de su primer matrimonio, su segundo hijo:

- Guillermo María Fernández de Velasco y Balfe Jaspe (1870-1937), XVIII conde de Oropesa, XVII duque de Frías, XIX conde de Haro, gentilhombre grande de España con ejercicio y servidumbre del rey Alfonso XIII de España.

1. Casó con Carolina Sforza-Cesarini. Le sucedió su hijo:

- José María de la Concepción Fernández de Velasco y Sforza-Cesarini (1910-Madrid, 8 de mayo de 1986), XIX conde de Oropesa, XVIII duque de Frías, XVII marqués de Frechilla y Villarramiel, XVII marqués de Berlanga, XI marqués de Toral, XX conde de Haro, XIX conde de Fuensalida, XVIII conde de Alcaudete, etc.

1. Casó con María de Silva y Azlor de Aragón Carvajal, hija de Luis María de Silva y Carvajal, IV conde de la Unión, I duque de Miranda y de María de la Concepción Azlor de Aragón y Hurtado de Zaldívar, XIII condesa de Sinarcas, XXI vizcondesa de Villanova. Sin descendientes. La sucesión en la titularidad del condado de Oropesa y del ducado de Frías fue solicitada por la XIV duquesa de Uceda fundando sus derechos como descendiente de Josefa Antonia Álvarez de Toledo y Portugal, hija del VIII conde de Oropesa casada con Gaspar Téllez Girón, V duque de Uceda. Uceda tiene éxito en su petición de sucesión en la casa de Oropesa, pero no en la de Frías.

- Ángela María Téllez-Girón y Duque de Estrada (1925-2015), XX condesa de Oropesa, XIV duquesa de Uceda, XVI duquesa de Osuna, XX duquesa de Medina de Rioseco, XVII condesa-duquesa de Benavente, XVI duquesa de Arcos, XIX duquesa de Gandía, XIX duquesa de Escalona, XVIII marquesa de Berlanga, XIV marquesa de Belmonte, XIX marquesa de Villena, XII marquesa de Jabalquinto, XVIII marquesa de Frechilla y Villarramiel, XII marquesa de Toral, XIX marquesa de Lombay, XV marquesa de Frómista (desposeída de este título su hija María de la Gracia XVI marquesa, en 2009), XX condesa de Ureña, XVII condesa de Peñaranda de Bracamonte, XX condesa de Fuensalida, XV condesa de Pinto, XIX condesa de Alcaudete, XIII condesa de la Puebla de Montalbán, condesa de Salazar de Velasco.

1. Casó con Pedro de Solís Beaumont y Lasso de la Vega, con quien tuvo dos hijas.
2. Casó con José María Latorre y Montalvo, VI marqués de Montemuzo y VIII marqués de Alcántara del Cuervo, con quien también tuvo dos hijas. Le sucedió su hija primogénita de su primer matrimonio:

- Ángela María Solís-Beaumont y Tellez-Girón, XXII condesa de Oropesa.[4][5]